# Giugliano in Campania
Giugliano in Campania (oder kurz Giugliano) ist eine italienische Stadt in der Metropolitanstadt Neapel mit 124.209 Einwohnern (Stand 31. Dezember 2023). Sie gehört zu der Agglomeration von Neapel.
Die Nachbargemeinden sind Aversa (CE), Casapesenna (CE), Castel Volturno (CE), Lusciano (CE), Melito di Napoli, Mugnano di Napoli, Parete (CE), Pozzuoli, Qualiano, Quarto, San Cipriano d’Aversa (CE), Sant’Antimo, Trentola-Ducenta (CE), Villa Literno (CE) und Villaricca.

## Bevölkerungsentwicklung
Giugliano zählte im Jahr 2015 40.891 Privathaushalte. Zwischen 1991 und 2001 stieg die Einwohnerzahl von 60.096 auf 97.999. Dies entspricht einem prozentualen Zuwachs von 63,1 % in nur zehn Jahren. Bis 2015 war ein weiterer Anstieg auf 122.974 Einwohner zu verzeichnen, womit Giugliano die bevölkerungsreichste Gemeinde innerhalb der Metropolitanstadt Neapel nach deren Hauptstadt Neapel selbst ist.

## Kirchen
- Santa Sofia, bedeutende Barockkirche aus dem 17. Jahrhundert, in der der Schriftsteller Giovan Battista Basile begraben liegt.
- Chiesa dell’Annunziata, dokumentiert seit dem 16. Jahrhundert, Altarbilder von Massimo Stanzione und Carlo Sellitto.

## Söhne und Töchter
- Giambattista Basile (1575–1632), berühmter Schriftsteller und Märchenerzähler
- Arcângelo Cerqua (1917–1990), römisch-katholischer Ordensgeistlicher, Bischof von Parintins in Brasilien
- Fabrizio Cimino (18. Jahrhundert), Orgelbauer